# Tupi (Södra Cotabato)
Tupi (Bayan ng Tupi) är en kommun i Filippinerna. Kommunen ligger på ön Mindanao, och tillhör provinsen Södra Cotabato. Folkmängden uppgår till 53 440 invånare.
Tupi är indelat i 15 barangayer.